# Nimbospora effusa
Nimbospora effusa är en svampart som beskrevs av Jørg. Koch 1982. Nimbospora effusa ingår i släktet Nimbospora och familjen Halosphaeriaceae.   Inga underarter finns listade i Catalogue of Life.